# 独立有権者協会
独立有権者協会（ Independent Voters Association、IVA）は、かつて、アメリカ合衆国ノースダコタ州に存在した政治団体。
1918年5月1日、ノースダコタ共和党における無党派連盟（NPL）の影響力の絶頂期に結成された。IVAは、NPLの社会主義的傾向に対抗するために作られた保守的で資本主義的な派閥であった。その主要な創設者は、1913年から1918年までノースダコタ州下院議員を務めたE・W・エバーソンであった。1940年代にNPLが衰退すると、IVAの目標はほとんど達成され、最終的に解散した。その最も顕著な成功は1921年のノースダコタ州知事リコール選挙で、ラグナルド・A・ネストスがリン・フレージャーに代わってノースダコタ州知事に就任したことであった。